# Winter-Universiade 1975/Ski Alpin
Bei der Winter-Universiade 1975 wurden acht Wettbewerbe im Ski Alpin ausgetragen.

## Bilanz

### Medaillenspiegel
| Platz  | Land             | Gold | Silber | Bronze | Gesamt |
| ------ | ---------------- | ---- | ------ | ------ | ------ |
| 1      | Italien          | 3    | 3      | 5      | 11     |
| 2      | Frankreich       | 2    | 4      | 1      | 7      |
| 3      | Kanada           | 1    | –      | –      | 1      |
| 4      | Sowjetunion      | 1    | –      | –      | 1      |
| 5      | Schweiz          | 1    | –      | –      | 1      |
| 6      | Österreich       | –    | 1      | –      | 1      |
| 7      | Liechtenstein    | –    | –      | 1      | 1      |
| 8      | Tschechoslowakei | –    | –      | 1      | 1      |
| Gesamt | Gesamt           | 8    | 8      | 8      | 24     |

### Medaillengewinner
Männer
| Disziplin    | Gold             | Silber            | Bronze             |
| ------------ | ---------------- | ----------------- | ------------------ |
| Slalom       | Philip Hardy     | Fausto Radici     | Bruno Confortola   |
| Riesenslalom | Fausto Radici    | Bruno Confortola  | Jean-Pierre Puthod |
| Abfahrt      | Bruno Confortola | Werner Margreiter | Renato Antonioli   |
| Kombination  | Bruno Confortola | Philip Hardy      | Herbert Marxer     |

Frauen
| Disziplin    | Gold              | Silber           | Bronze            |
| ------------ | ----------------- | ---------------- | ----------------- |
| Slalom       | Alewtina Askarowa | Brigitte Jeandel | Patrizia Ravelli  |
| Riesenslalom | Fabienne Jourdain | Patrizia Ravelli | Zusana Sosvaldová |
| Abfahrt      | Lisa Richardson   | Brigitte Jeandel | Carmen Rosoleni   |
| Kombination  | Irene Boehm       | Brigitte Jeandel | Carmen Rosoleni   |